# انحلال البشرة الفقاعي الحثلي السائد
انحلال البشرة الفقاعي الحثلي السائد (بالإنجليزية: Dominant dystrophic epidermolysis bullosa)‏ أو داء كوكاين تورين (بالإنجليزية: Cockayne-Touraine disease)‏ هو مرض جلدي يمتاز حويصلات وفقاعات على السطوح الباسطة للأطراف.:558:601